# صماد (السفيرة)
صماد قرية سوريّة تتبع إداريّاً لمحافظة حلب منطقة السفيرة ناحية مركز السفيرة، بلغ تعداد سكانها 1,705 نسمة حسب التعداد السكاني لعام 2004.